# Vall de Bellera
La Vall de Bellera és una vall dels termes municipals de Sarroca de Bellera i Senterada, al Pallars Jussà. La part alta és dins del primer d'aquests dos termes, i la baixa, al segon.
La Vall de Bellera està vertebrada per riu Bòssia, i s'estén des de prop de Xerallo fins a Senterada. L'única població, a part d'aquestes dues, que es troba directament dins de la vall és Sarroca de Bellera. Ara bé, en els vessants de les muntanyes que delimiten la vall hi ha, a més, al costat nord els pobles de Vilella, Erdo i la Bastida de Bellera (actualment despoblat i abandonat). Tanmateix, tot i que en valls subsidiàries, es troben a la Vall de Bellera, al costat sud, els pobles de Cadolla, Naens i Burguet.